# Lithophyllum decussatum
Lithophyllum decussatum (J. Ellis & Solander) Philippi, 1837 é o nome botânico de uma espécie de algas vermelhas pluricelulares do gênero Lithophyllum, família Corallinaceae.
- São algas marinhas encontradas na Europa (Itália, Córsega e Espanha), Chile, Líbia, Marrocos, algumas ilhas do Atlântico (Açores e Canárias) e nas Galápagos.

## Sinonímia
- Millepora decussata J. Ellis & Solander, 1786
- Melobesia decussata Endlicher, 1843
- Spongites decussata Kützing, 1849
- Lithophyllum farlowii Heydrich, 1901
- Lithophyllum claudescens Heydrich, 1901
- Stereophyllum expansum f. decussata (J. Ellis & Solander) Heydrich, 1907